# Laser Radial
 For alternative betydninger, se Laser (flertydig). (Se også artikler, som begynder med Laser)
Laser Radial eller ILCA 6 er en jolletype. Den er 4,32 meter lang og 1,37 meter bred og produceres af Vanguard LYS: 1,19. Jollen sejles af en person, der vejer ca. 55-70 kg. Fra 2008 har den erstattet europajollen til olympiske lege. Jollen er meget populær blandt unge, og det betyder, at der både i Danmark og resten af verden er mange sejlere.
Den danske elitesejler Anne-Marie Rindom fra Horsens Sejlklub har vundet adskillige VM-guldmedaljer i Laser Radial samt OL-guld i 2020 (2021) i Tokyo.
Laser Radial er en laserjolle i familie med Laser Standard og Laser 4.7. Jollen er den samme, men bundmasten og sejlet mindre.

## References
1. ↑  Sigaard, Anton; Leth, Rasmus Lomholt (9. januar 2024), = Rindom vinder VM-guld, tv2.dk, hentet 22. maj 2024
2. ↑  Vanguard